# Joyce Meyer
Joyce Meyer, född Pauline Joyce Hutchison 4 juni 1943 i Saint Louis, Missouri, är en amerikansk predikant, författare och programledare.
Joyce Meyer är en kristen predikant i USA. Hon är kanske mest känd från radioprogrammet, och senare även tv-programmet, "Life in the Word", som sändes över hela USA. Meyers dagliga program "Enjoying Everyday Life" sänds på flera TV-stationer över världen bland annat GOD TV som sänder över Skandinavien. Hon har även skrivit flera böcker. Hennes tydliga inriktning är att undervisa om Bibeln på ett praktiskt tillämpbart sätt. Läromässigt räknas hon tillhöra trosrörelsen, som i USA är en underkategori till pingströrelsen.
Meyer har fått kritik för sin dyrbara livsstil och för att ha använt sin församlings pengar till sig själv och sin familj. Meyer och ett par andra framgångsteologipredikanter var föremål för en utredning av USA:s senat ledd av senator Charles Grassley.